# US Roye
US Roye-Noyon – francuski klub piłkarski z siedzibą w Roye.

## Historia
Union Sportive Roye-Noyon Coeur de Picardie został założony w 1928 roku. Przez wiele lat klub występował w niższych klasach rozgrywkowych. W 2004 roku Roye zajął 2. miejsce w Championnat de France amateur i jedyny raz w historii awansował do Championnat National. W trzeciej lidze klub zajął ostatnie, 20. miejsce i powrócił do ligi CFA.
Obecnie Roye występuje w Championnat de France amateur 2 (V liga).

## Sukcesy
- 1 sezon w Championnat National: 2004-2005.

## Reprezentanci kraju grający w klubie
- Ousmane Traoré
- Amara Diané

## Trenerzy klubu
- Jean-Guy Wallemme (2005–2007)